# Mbeere (huyện)
Huyện Mbeere là một huyện thuộc tỉnh Eastern ở Kenya. Theo điều tra dân số ngày 24 tháng 8 năm 1999, huyện này có dân số 170953 người. Huyện Mbeere có diện tích 2093 km². Huyện lỵ đóng tại Mbeere.